# Nuno Gomes Nabiam
Nuno Gomes Nabiam (Bisáu, 17 de noviembre de 1966) fue el Primer ministro de Guinea-Bisáu, ocupando el cargo desde el 28 de febrero de 2020 hasta el 8 de agosto de 2023.

## Biografía
De 1973 a 1978, fue miembro de la Organización de Pioneros Abel Djassi, inspirada en el pensamiento político de Amílcar Cabral. En 1978, se convirtió en miembro de la Juventud Africana Amílcar Cabral (JAAC), y en 1980  formalizó su militancia en el Partido Africano para la Independencia de Guinea y Cabo Verde (PAIGC).
Nuno Gomes Nabiam completó su enseñanza en la Escuela Secundaria Nacional Kwame Nkrumah y, en 1986, recibió una beca en el campo de la aviación civil por la entonces Unión Soviética. Completó su licenciatura en el Instituto Superior de Ingeniería de Aviación Civil en Kiev. En 1994, viajó a los Estados Unidos, donde obtuvo una maestría en administración de empresas.
Tras abandonar el PAIGC, se presentó como candidato independiente a las elecciones presidenciales de 2014, siendo derrotado por José Mario Vaz en segunda vuelta con un 38,1%. En noviembre de ese mismo fundó el partido Asamblea del Pueblo Unido, que en las elecciones legislativas de 2019 obtuvo el 8,5% de los votos y 5 escaños. Gomes Nabiam asumió como Primer Vicepresidente de la Asamblea Nacional Popular.
En las elecciones presidenciales de 2019 postuló nuevamente a la presidencia, obteniendo el tercer lugar con un 13,2% de los votos. Tras los comicios, el presidente electo Umaro Sissoco Embaló nombró a Gomes Nabiam como nuevo Primer Ministro.